# New Haven (Wirginia Zachodnia)
New Haven – miasto w Stanach Zjednoczonych, w stanie Wirginia Zachodnia, w hrabstwie Mason.